# Malmslätt
Malmslätt is een plaats in de gemeente Linköping in het landschap Östergötland en de provincie Östergötlands län in Zweden. De plaats heeft 5358 inwoners (2005) en een oppervlakte van 264 hectare.